# Klaus Staeck

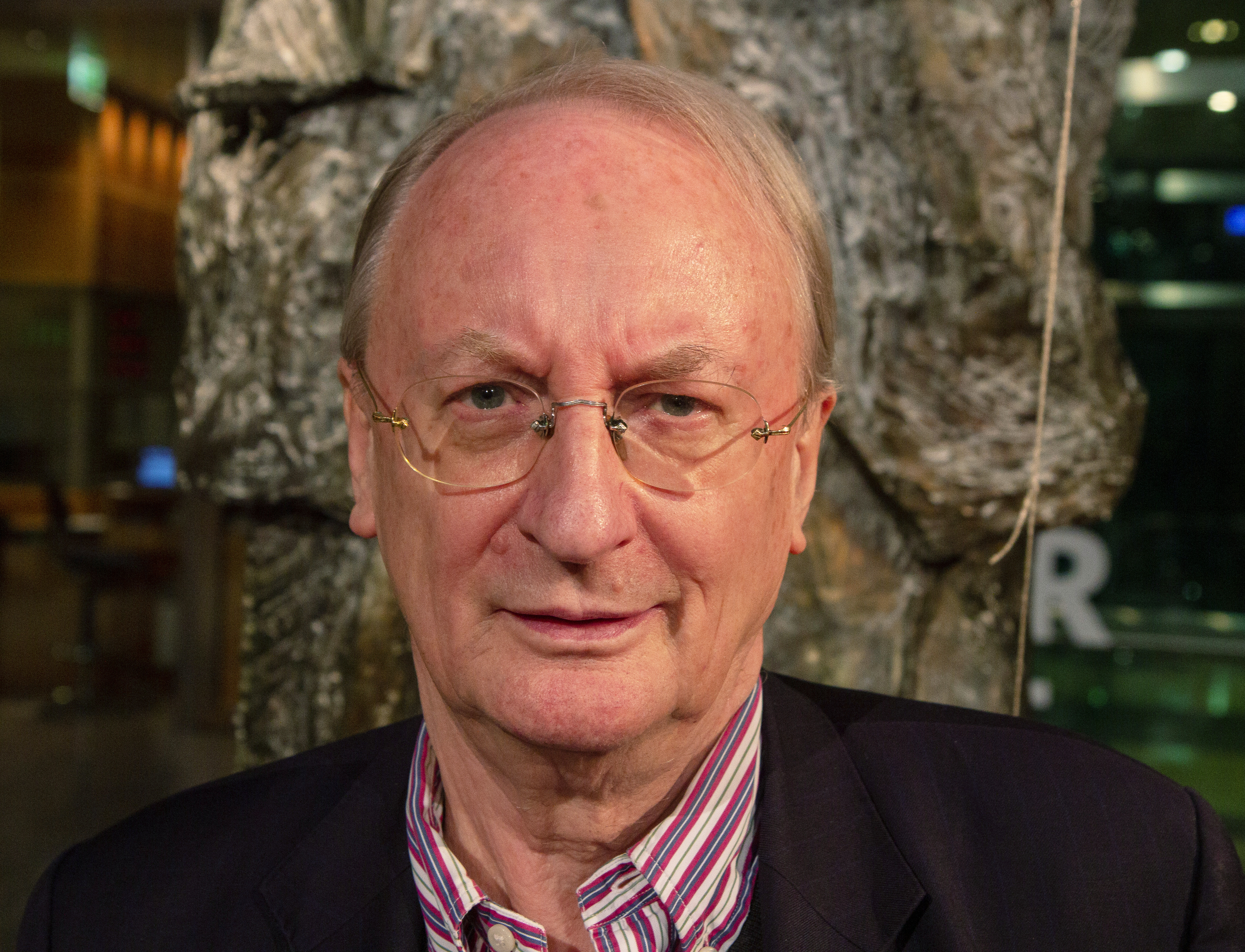
Klaus Staeck 2018

Klaus Staeck (* 28. Februar 1938 in Pulsnitz, Amtshauptmannschaft Kamenz) ist ein deutscher Verleger, Satiriker und Rechtsanwalt. Von April 2006 bis Mai 2015 war er Präsident der Akademie der Künste in Berlin.

## Leben

### Jugend und Ausbildung
Klaus Staeck wuchs, wie sein 1943 geborener Bruder Rolf, in der Industriestadt Bitterfeld auf, wo er auch den Volksaufstand vom 17. Juni 1953 erlebte. In der Schule litt er sehr unter Ungerechtigkeiten und Manipulation durch die kommunistische Ideologie. Unmittelbar nach dem Abitur im Jahre 1956 siedelte er nach Heidelberg um und wiederholte 1957 das Abitur am Bunsen-Gymnasium, da in der Bundesrepublik die DDR-Reifezeugnisse nicht anerkannt wurden. Danach arbeitete er als Bauhilfsarbeiter. Von 1957 bis 1962 studierte Staeck Jura in Heidelberg, Hamburg und Berlin, wo er sein Erstes Staatsexamen ablegte. Den anschließenden juristischen Vorbereitungsdienst (Referendarausbildung) schloss er mit dem Zweiten Staatsexamen ab.

### Haupt- und nebenberufliches Wirken
Bereits 1962 organisierte Staeck seine erste politische Demonstration in Heidelberg, Thema war die Spiegel-Affäre.
1965 gründete Staeck den Produzentenverlag „Edition Tangente“ (heute: „Edition Staeck“), die seit Ende der 1960er Jahre auch Auflagenobjekte (Multiples) von international anerkannten Künstlern herausgibt. So von Joseph Beuys, mit dem er seit 1968 zusammenarbeitete, Panamarenko, Dieter Roth, Nam June Paik, Wolf Vostell, Daniel Spoerri, und vielen anderen. 1968 erhielt Staeck seine Zulassung als Rechtsanwalt in Heidelberg und Mannheim.
Im Jahre 1969 organisierte Klaus Staeck eine Kunstaktion des damals noch weitgehend unbekannten Künstlers Christo, der mit weißen Laken das Heidelberger Amerikahaus vollständig verhüllte. Es war die erste künstlerische Verhüllungsaktion von Christo in Deutschland. Für Staeck entwickelte sich diese Kunstaktion zum finanziellen Desaster.
Seit Anfang der 1970er Jahre ist Klaus Staeck als Grafiker im Bereich der Politsatire in der Tradition John Heartfields tätig. In dieser Zeit begann eine enge Zusammenarbeit mit dem Göttinger Verleger Gerhard Steidl. Sein Hauptwerk umfasst bislang rund 300 Plakate, die größtenteils aus Fotomontagen bestehen, die er mit eigenen ironischen Sprüchen versieht. Seine satirischen Plakate und die von ihm kommerziell vertriebenen Postkarten-Ausgaben richteten sich häufig gegen Inhalte der Politik von CDU/CSU. Seine Satire provozierte immer wieder Politiker in konservativen Kreisen. Dadurch kam es des Öfteren zu Eklats und juristischen Streitigkeiten, was ihm allerdings durchaus entgegenkam, da dies seine Bekanntheit förderte.
Zur Bundestagswahl 1972 wurde sein ironisches politisches Plakat Deutsche Arbeiter! Die SPD will euch eure Villen im Tessin wegnehmen veröffentlicht. Das Plakat erreichte eine Druckauflage von 75.000 Exemplaren und ist das bekannteste seiner Motive. Insbesondere in den 1970er und 1980er Jahren waren seine Grafiken populär, so dass er von den Erlösen des Postkarten-Vertriebs leben konnte. Trotz seiner Mitgliedschaft in der SPD legt er Wert darauf, nie Parteigrafiker gewesen zu sein und keine Auftragsarbeit für die SPD gemacht zu haben.

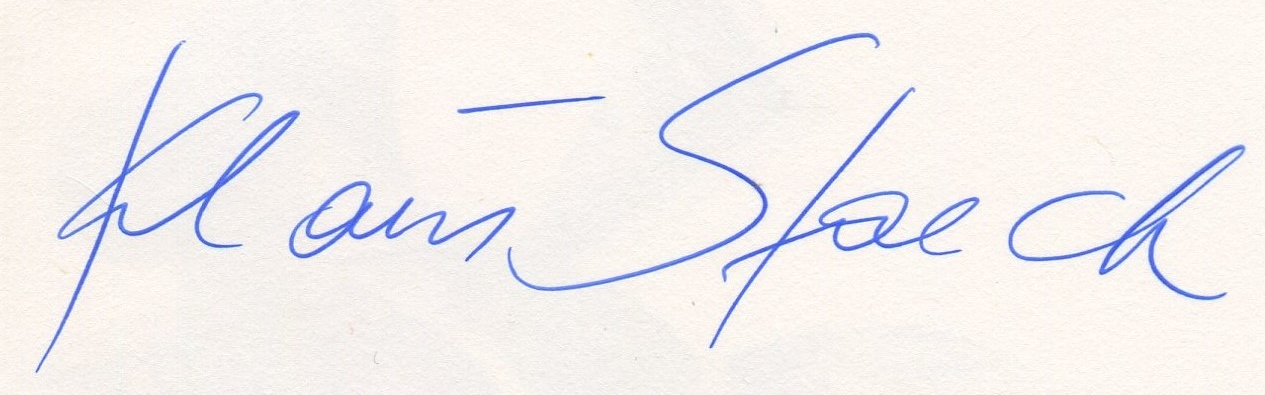
Signatur Klaus Staeck

1971 verfasste er mit Beuys und Erwin Heerich einen Aufruf gegen die Exklusivität des Kölner Kunstmarktes. Im selben Jahr führte er seine erste Plakat-Aktion zum Dürerjahr in Nürnberg mit seinem Plakat Sozialfall. Für das Plakat verwendete er Albrecht Dürers Kohlezeichnung Bildnis der Mutter aus dem Jahre 1514 und kombinierte es mit der Frage: Würden Sie dieser Frau ein Zimmer vermieten?
Klaus Staeck war Teilnehmer der Documenta 5 in Kassel im Jahr 1972 in der Abteilung Parallele Bildwelten: politische Propaganda. (Er war auch auf der Documenta 6 (1977), der Documenta 7 (1982) und der Documenta 8 im Jahr 1987 als Künstler vertreten.) Bis 2012 konnte Staeck rund 3.000 Einzelausstellungen im In- und Ausland präsentieren.
Am 30. März 1976 zerriss der CDU-Politiker Philipp Jenninger in der Parlamentarischen Gesellschaft in Bonn ein dort in einer Ausstellung aufgehängtes Plakat Staecks mit der Aufschrift Seit Chile wissen wir genauer, was die CDU von Demokratie hält. Mit dem Plakat spielte Staeck auf eine Aussage Bruno Hecks an: Nach dem Putsch in Chile durch den General und späteren Diktator Augusto Pinochet im Jahr 1973 hatte Heck die Zustände in einem Sportstadion in Santiago de Chile, das als Konzentrationslager und Folterstätte diente, mit dem Satz beschrieben: Das Leben im Stadion ist bei sonnigem Wetter recht angenehm. Die Aktion der Abgeordneten um Jenninger, die Staeck in die Nähe der verbrannten Dichter rückte, wurde in den Medien als Bonner Bildersturm bezeichnet. Die Ausstellung wurde nach einem Beschluss des Vorstandes der Parlamentarischen Gesellschaft noch am selben Abend geschlossen, Jenninger wurde dagegen im Juni 1976 zu einer Schadensersatzzahlung von 10 D-Mark an Staeck plus 35 Mark Gebühren für Staecks Anwalt und 18 Mark Gerichtskosten verurteilt. Auch ein CDU-Politiker, der 1976 Staecks Werke mit den Hetzkarikaturen der Nationalsozialisten verglich, unterlag dem Grafiker vor Gericht. Anfang der 1980er Jahre erhielt Staeck vermehrt Drohbriefe mit vollem Namen und Anschrift und die Zahl der Ausstellungen im Inland ging drastisch zurück.

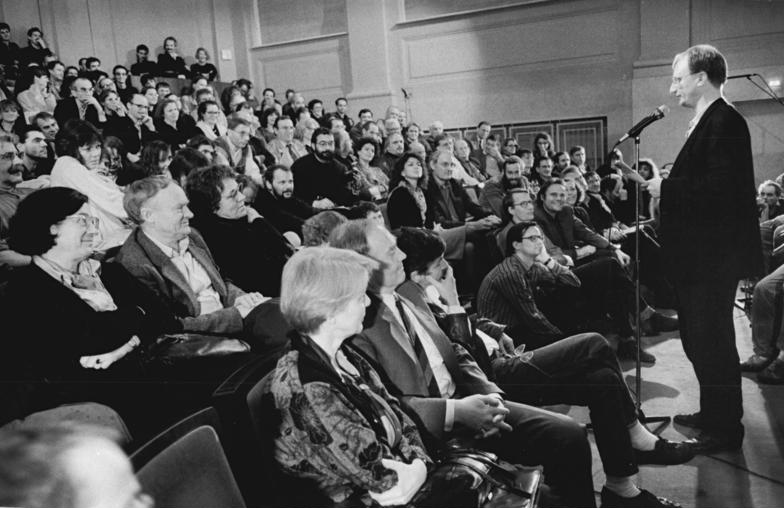
Klaus Staeck bei einer Rede im Plenarsaal der Akademie der Künste, Berlin 1989

Im Jahr 1971 erhielt Staeck eine Gastdozentur an der Gesamthochschule Kassel sowie 1986 an der Kunstakademie Düsseldorf.
Nach der Wende in der DDR trat Staeck 1990 in die Akademie der Künste zu Berlin ein, die umbenannte Akademie der Künste der DDR unter neuer, demokratischer Leitung durch Heiner Müller. Durch die Vereinigung der beiden Berliner Akademien wurde Staeck 1993 Mitglied der gemeinsamen Akademie der Künste.
Am 29. April 2006 wurde Staeck auf der Mitgliederversammlung der Berliner Akademie der Künste unerwartet zu deren Präsidenten gewählt. Er war Nachfolger des zurückgetretenen Schweizer Schriftstellers Adolf Muschg. Im selben Jahr brachte er sich als Kritiker einer Arno-Breker-Ausstellung in Schwerin ins Gespräch, um in der gleichen Zeit eine Ausstellung für Johannes Heesters in Berlin zu organisieren, welcher der Akademie seinen Nachlass geschenkt hatte.
Am 9. Mai 2009 wurde Staeck auf der Frühjahrsmitgliederversammlung der Akademie wiedergewählt. Im Rahmen der Kandidatur hatte er ein „tatkräftiges Einmischen“ der Künstler „auch in den kommenden gesellschaftspolitischen Auseinandersetzungen“ angekündigt. In diesem Zusammenhang betonte Staeck auch, dass er inzwischen in den Reihen der Union akzeptiert sei, vor allem auch durch den Kulturstaatsminister Bernd Neumann (CDU).
2012 erneut wiedergewählt, trat er seine dritte und (satzungsgemäß) letzte Amtszeit bis zum Mai 2015 als Akademiepräsident an. Seit 2015 ist er Ehrenpräsident der Akademie der Künste, Berlin.
Im März 2015 eröffnete in der Berliner Akademie der Künste eine Staeck-Werkschau unter dem Titel Kunst für alle. Gezeigt werden die Plakatkunst des Grafikers sowie Kunstobjekte aus der Edition Staeck. Auch eine Mohammed-Karikatur ist dabei. Im Rahmenprogramm der Ausstellung gibt es eine Diskussion zum Thema Charlie Hebdo unter dem Titel Nicht Einknicken!.
Staeck schrieb viele Jahre regelmäßig vierzehntäglich eine Kolumne in der Berliner Zeitung (bis April 2021) und in der Frankfurter Rundschau (bis Februar 2025).
Er ist Mitglied im PEN-Zentrum Deutschland. 1997 gehörte er zu den Gründungsmitgliedern des Willy-Brandt-Kreises.
Am 16. April 2020 sendete das SWR Fernsehen den von Andreas Ammer produzierten Dokumentarfilm Die Kunst findet nicht im Saale statt – Der Plakatkünstler Klaus Staeck über den Künstler, in dem sich zudem der Verleger Gerhard Steidl, der SPD-Politiker Martin Schulz, ehemalige Mitarbeiterinnen der Akademie der Künste Berlin und sein Bruder Rolf Staeck über Staeck äußern.

### Politische Ämter und Funktionen

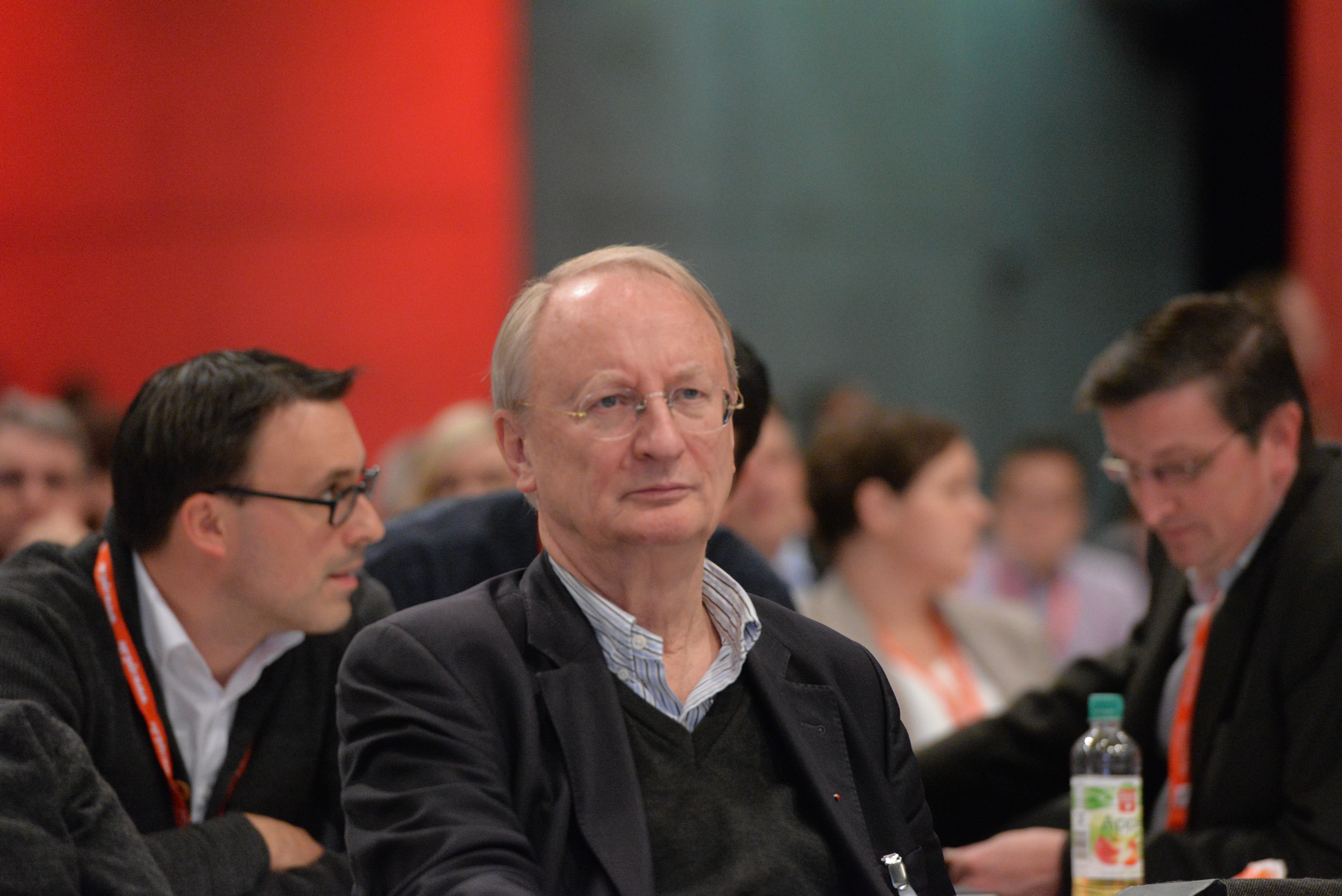
Klaus Staeck auf dem Bundesparteitag der SPD 2015 in Berlin

Seit 1. April 1960 ist Staeck Mitglied der SPD. 1969 kandidierte Staeck erfolglos für den Heidelberger Stadtrat und wurde Mitglied des Kreisvorstandes der SPD und der Jungsozialisten.
Er ist Beisitzer im Vorstand des Förderkreises Darmstädter Signal.
1973 war er Vorsitzender des Vereins Free International University (FIU) und gründete die Initiative Aktion für mehr Demokratie. Staeck ist seit 1977 Einzelmitglied und seit 2016 Ehrenmitglied der Kulturpolitischen Gesellschaft (Bonn), für die er sich fast seit Anbeginn an engagierte.
1983 wurde er Mitglied im Beirat der Humanistischen Union.
2004–2013 war Staeck Mitglied des Kultursenats des Landes Sachsen-Anhalt.

## Zitate
„Ich versuche weiter, ein Störer der bequemen Verhältnisse zu sein. Nichts ist erledigt, lautet mein Credo. Die unverschuldet Schwachen gegen den Übermut der Starken zu verteidigen, darum geht es mir nach wie vor. Wenn ich irgendwo Ungerechtigkeit wittere, will ich etwas dagegen tun.“

„Kulturpolitik ist für ihn Gesellschaftspolitik, Freiheit eine Verpflichtung und politische Einmischung eine unverzichtbare Grundhaltung. Provokation ist ihm immer nur Mittel, nie Zweck, geht es doch um gesellschaftliche Verantwortung…Klaus Staeck, der engagierte Sozialdemokrat, hat mit seinem Wirken der Neuen Kulturpolitik als Gesellschafts- und Demokratiepolitik Leben und Inhalt gegeben."
So aus der Begründung der 2016 verliehenen Ehrenmitgliedschaft der Kulturpolitischen Gesellschaft (Bonn).“

## Ausstellungen
Einzelausstellungen (Auswahl)
- 1960: Heidelberg, Haus Buhl
- 1965: Prag, Galerie Viola
- 1967: Ithaca, N.Y., Museum of Art
- 1970: Frankfurt am Main, Galerie Lichter
- 1972: Zürich, Galerie Bischofberger; Bonn, Galerie Magers
- 1973: Düsseldorf, Kunsthalle; Heidelberg, Kunstverein
- 1974: Bern, Kunstmuseum
- 1975: Bochum, Galerie m; Berlin (West), Neue Gesellschaft für Bildende Kunst; Eindhoven, Stedelijk Van Abbe-Museum (mit John Heartfield)
- 1976: Stockholm, Kulturhuset; Berlin (Ost), Galerie Arkade; Bonn, Parlamentarische Gesellschaft; Budapest, Künstlerklub; Zürich, Galerie Daniel Keel
- 1977: Bochum, Museum (mit John Heartfield)
- 1978: Frankfurt am Main, Kunstverein; Berlin (West), Kongresshalle; Arhus, Rathaus
- 1979: Duisburg, Lehmbruck-Museum; Wien, Künstlerhaus
- 1980: Hannover, Kunstverein
- 1981: Rostock, Heinrich-Mann-Club; Dresden, Galerie Comenius (mit Rolf Staeck); Berlin (Ost), Galerie Unter den Linden
- 1983: Breda, de Beyerd; Oslo, Hennie-Onstad-Kulturzentrum; Berlin (West), Haus am Lützowplatz
- 1985: Malmö, Kunsthalle
- 1986: Darmstadt, Kunsthalle (mit Tomi Ungerer)
- 1987: Leipzig, Galerie der Hochschule für Grafik und Buchkunst
- 1988: Berlin (Ost), Akademie der Künste; München, Stadtmuseum; Moskau, Zentrum der Fotojournalisten; Palermo, Teatro Massimo
- 1989: San Francisco, Camera work
- 1990: Göteborg, Kunstmuseum
- 1991: Madrid, Museo Espanol de Arte Contemporáneo
- 1992: Rio de Janeiro, Biblioteca Publica
- 1993: Istanbul, Taksim Sanat Galerisi
- 1994: Jerusalem, Old Bezalel University; Los Angeles, Hammer Museum
- 1995: Chaumont, Sonderausstellung beim 6. Festival d’Affiches
- 1996: Hardheim, Reum AG (Retrospektive); Helsinki, Staatsbibliothek
- 1997: Berlin, Festspielgalerie (mit Manfred Butzmann); Hamburg, KX auf Kampnagel; Rühstädt/Brandenburg, Naturpark Elbtalaue, Plakatausstellung
- 1998: Wien, Arbeiterkammer
- 1999: Heidelberg, Kunstverein; Bremen, Universität
- 2001: Lyon, URDCA
- 2002: Havanna, Fundación Ludwig de Cuba; Berlin, Gewerkschaftshaus; Köln, Galerie Heinz Holtmann
- 2003: Frankfurt/Oder, Museum Junge Kunst (mit Jochen Gerz); Ankara, Goethe-Institut
- 2004: Leipzig, Moritzbastei, Brüssel, Club Corbeau; Stuttgart, Stadtbücherei
- 2005: Berlin, Willy-Brandt-Haus; Plauen, Galerie im Malzhaus, Hamburg-Harburg, Sammlung Falckenberg
- 2006: Brandenburg an der Havel, Kunsthalle Brennabor; Chemnitz, Kunstsammlungen
- 2007: Tübingen, Kunsthalle; Rostock, Kunsthalle; Bitterfeld, Galerie am Ratswall
- 2008: Berlin, Akademie der Künste, Kunst und Revolte. intermedia ’89 Dokumente aus dem Archiv von Klaus Staeck
- 2009: Berlin, Berlinische Galerie, Schöne Aussichten Retrospektive (gemeinsam mit der Ausstellung John Heartfield: Zeitausschnitte)
- 2011: Berlin, Akademie der Künste, Sigmar Polke. Eine Hommage. Bilanz einer Künstlerfreundschaft Polke/Staeck; Potsdam, Altes Waisenhaus, Fotogen und Plakativ (gemeinsame Ausstellung mit Manfred Butzmann)
- 2013: Berlin, Akademie der Künste, Arte Postale. Bilderbriefe, Künstlerpostkarten, Mail Art
- 2014: Pirmasens, Arte Postale; Berlin, Neue Nationalgalerie Klaus Staeck. Die Kunst findet nicht im Saale statt
- 2015: Berlin, Akademie der Künste, KUNST FÜR ALLE. Multiples, Grafiken, Aktionen aus der Sammlung Staeck
- 2017: Güstrow
- 2018: Essen, Museum Folkwang, Sand fürs Getriebe
- 2020: Potsdam, Villa Schöningen, HEIMWEH, Fotografien (gemeinsam mit Till Brönner)
- 2021: Potsdam, Gedenkstätte Lindenstraße 54/55, Politische Plakate REVISITED!
- 2023: Heidelberg, Justizzentrum, Satire vor Gericht
- 2024: Stuttgart, Staatsgalerie (im Graphik-Kabinett), Vorsicht Kunst! Das politische Plakat von Klaus Staeck[32]
- 2024/2025: Plakatwand in der Sammlung der Neuen Nationalgalerie Berlin
- 2025: Trier, Galerie Walderdorff, Klaus Staeck – Was der Allgemeinheit nützt

Gruppenausstellungen (Auswahl)
- 1969: Heidelberg, intermedia 69
- 1971: Frankfurt am Main, experimenta 4
- 1976: Warschau, 6. Plakatbiennale; Berlin (Ost), Intergrafik
- 1977: Kassel, documenta 6
- 1982: Kassel, documenta 7
- 1987: Kassel, documenta 8

## Auszeichnungen
- 1970: 1. Zille-Preis für sozialkritische Grafik in Berlin
- 1978: Deutscher Kritikerpreis für den Bereich Bildende Kunst
- 1989: Ludwig-Thoma-Medaille der Stadt München[33]
- 1996: Gustav-Heinemann-Bürgerpreis[33]
- 1999: Kulturgroschen (höchste Auszeichnung des Deutschen Kulturrates)[34]
- 2007: Großes Bundesverdienstkreuz
- 2010: Walk of Fame des Kabaretts in Mainz (Stern, eingelassen in das Straßenpflaster der Fußgängerzone zwischen dem Mainzer Unterhaus und dem Deutschen Kabarettarchiv, zugleich der 65. Stern der Satire)
- 2011: Max-Pechstein-Preis (Ehrenpreis)
- 2014: Integrationspreis der Europäischen Gesellschaft Diaphania
- 2015: August-Bebel-Preis, der durch Günter Grass initiierte Preis geht an Menschen, die sich ähnlich wie August Bebel um die deutsche soziale Bewegung verdient gemacht haben. Die Laudatio hielt Christina Rau, die Witwe des früheren Bundespräsidenten Johannes Rau, im Willy-Brandt-Haus[35]
- 2017: Verdienstorden des Landes Berlin, verliehen vom Regierenden Bürgermeister von Berlin, Michael Müller
- 2018: Richard-Benz-Medaille für Kunst und Wissenschaft der Stadt Heidelberg

## Schriften (Auswahl)
- Klaus Staeck, Text von Dieter Adelmann: Die Kunst findet nicht im Saale statt. Politische Plakate; Rowohlt Verlag 1976, ISBN 3-498-06114-3.
- Klaus Staeck (Hrsg.): ADAC ade. Mit Beitr. von Reiner Klingholz und Ulrich von Alemann. Steidl, Göttingen 1990, ISBN 978-3-88243-151-3.
- Klaus Staeck (Hrsg.): Ohne Auftrag. Unterwegs in Sachen Kunst und Politik. Steidl, Göttingen 2000, ISBN 3-88243-739-1.
- Klaus Staeck (Hrsg.): Plakate. Steidl, Göttingen 2000.
- Klaus Staeck: Schluss mit lustig. Comic-Biographie von Zeichner und Texter Willi Blöß, Willi Blöß Verlag, Aachen, www.kuenstler-biografien.de, 1. Auflage, 2008, 27 S.
- Klaus Staeck: Schöne Aussichten. Eine Retrospektive. Katalog zur Ausstellung vom 29. Mai bis 31. August 2009 in der Berlinischen Galerie, mit Texten von Matthias Flügge, Uwe Loesch, Uli Mayer-Johanssen, Jörn Merkert, Gerhard Steidl, Wolfgang Thierse, Thomas Wagner, Steidl Verlag, ISBN 978-3-86521-979-4 (Buchhandel) und ISBN 978-3-940208-07-1 (Museum).
- Klaus Staeck (Hrsg.): Rasterfahndung/Sigmar Polke, Steidl, Göttingen 2010, ISBN 978-3-86930-283-6.